# Brutus Beefcake
Edward Harrison "Ed" Leslie (21 de abril de 1957) es un luchador profesional estadounidense retirado, más conocido por su trabajo en la World Wrestling Federation bajo el nombre de Brutus "The Barber" Beefcake. Más tarde trabajó para la World Championship Wrestling bajo una variedad de nombres, sobre todo como "The Disciple" de mejor amigo en la vida real de Hulk Hogan. Es un ex Campeón Mundial en Parejas de la WWF.

## Carrera

### Inicio
Edward Leslie comenzó su carrera junto a Hulk Hogan en un marco de tiempo entre 1976-1977. En ese momento, los dos fueron facturados como hermanos, Ed era conocido, ya sea como Ed Boulder o Dizzy Hogan, y luchar con Terry Boulder y Hulk Hogan.
Leslie luchó brevemente en territorio Mid-South de Bill Watts y también luchó esporádicamente entre 1980 y 1982 en la World Wrestling Federation (WWF) antes de ser conocido como Brutus Beefcake. De acuerdo a una entrevista de rodaje realizado en 2000, su primer combate fue junto a Ron Slinker contra Ox Baker y Eric the Red.

### World Championship Wrestling
Un año más tarde reapareció junto a Hogan en la World Championship Wrestling. Dado que el nombre Brutus Beefcake fue registrado por el WWF,  la WCW se vio obligada a dar un distinto nombre a Leslie. Al principio, sólo hizo apariciones breves con Hulk Hogan, quien se refirió a Leslie como "Brother Bruti" (el nombre que le dio Hogan se había usado previamente en promociones de la WWF para referirse a Beefcake cuando eran compañeros de equipo en 1989 y 1993, Beefcake habiendo sido previamente denominado "Bruti" por el comentarista de la WWF, Gorilla Monsoon, entre otros). El 1 de abril de 2019 se anunció que Brutus beefcake sería introducido al Salón de la fama de WWE.

## Campeonatos y logros
- Championship Wrestling International
  - CWI Heavyweight Championship (1 vez)[3]

- Brew City Wrestling
  - BCW Tag Team Championship (1 vez) - con Greg Valentine[4]

- Southeastern Championship Wrestling
  - NWA Southeastern Tag Team Championship (3 veces) – con Ken Lucas (2), y Robert Fuller (1)

- Maple State Wrestling/Slam All-Star Wrestling
  - MSW/SAW Tag Team Championship (1 vez) - con Shane Williams[5]

- World Wrestling Federation/WWE
  - WWF Tag Team Championship (1 vez) – con Greg Valentine
  - WWE Hall of Fame (2019)

- Pro Wrestling Illustrated
  - Situado en el n.º75 en los PWI 500 de 1995.[6]
  - Situado en el n.º173 en los PWI 500 de 2003.
  - Situado en el n.º94 en los PWI 100 de los mejores equipos con Greg Valentine en 2003.